# Albert Huyskens
Albert Huyskens (* 30. Juli 1879 in Mönchengladbach; † 26. Oktober 1956 in Aachen) war ein deutscher Historiker, Archivar und Bibliothekar. 

## Leben und Wirken
Albert Huyskens, der Spross einer alten streng katholischen rheinischen Kaufmannsfamilie, studierte nach seinem Abitur 1898 Geschichte. Während seines Studiums wurde er 1899 Mitglied der katholischen Studentenverbindung KDStV Rheno-Franconia München im CV. Später wurde er noch Mitglied der KAV Suevia Berlin, KDStV Kaiserpfalz Aachen und KDStV Bergland Aachen. Nach seiner Promotion 1901 absolvierte er 1904 noch die Staatsprüfung für Archivdienste und wurde 1911 zum Direktor des Aachener Stadtarchivs ernannt. Zehn Jahre später wurde Huyskens  an der RWTH Aachen habilitiert und lehrte anschließend zunächst als Privatdozent und ab 1925 als außerordentlicher Professor für Deutsche und Rheinische Geschichte am historischen Institut der TH. Während dieser Zeit trat er in den Philisterzirkel der KDStV Franconia Aachen ein, einer Katholischen Deutschen Studentenverbindung der RWTH Aachen im größten Cartellverband Europas, welchen er schließlich 22 Jahre lang als Vorsitzender leitete.
Nach seiner Ernennung zum Direktor der Stadtbibliothek Aachen im Jahre 1931 konnte er deren Bestand durch Übernahme der Fachbibliothek des Kunsthistorikers Georg Humann (1847–1932), der Bibliothek der Kunstgewerbeschule Aachen nach deren Auflösung durch die Nationalsozialisten sowie weiterer kleinerer Privatbibliotheken auf insgesamt 200.000 Einzelexemplare erhöhen. Es gehörte auch zu seiner Verantwortung, große Teile der Bibliothek vor der kriegsbedingten Zerstörung am 17. Oktober 1943 auszulagern und zu retten. Doch dies gelang ihm nur bedingt und der Bestand reduzierte sich durch die Kriegseinwirkungen auf 125.000 Bände.
In den zwanziger Jahren wurde Huyskens Mitglied der Westdeutschen Gesellschaft für Familienkunde, deren Vorsitz er anschließend ab 1927 für 17 Jahre lang innehatte. Als Vorsitzender des Aachener Geschichtsvereins ab 1934 gab er auch dessen Zeitschrift heraus.
Huyskens profilierte sich als außerordentlich kompetenter Geschichtsforscher und Geschichtslehrer, spezialisiert vor allem auf die Zeit des Mittelalters. Während seiner Aachener Zeit beschäftigte er sich hauptsächlich mit Themen der mittelalterlichen Geschichte Aachens, aber auch mit Heimat- und Familienforschung.

## Aufarbeitung seiner Tätigkeit während der Zeit des Nationalsozialismus
Trotz dieser historischen Verdienste war Albert Huyskens dabei persönlich nicht unumstritten. Mit dem Ende des Zweiten Weltkrieges war es erforderlich, seine Rolle während der Zeit des Nationalsozialismus aufzuarbeiten und zu überprüfen und aus diesem Grund war Huyskens, der sich 1944 zwischenzeitlich nach Nordenau im Sauerland abgesetzt hatte, gezwungen, alle seine Posten und Funktionen bis auf Weiteres ruhen zu lassen. Es haftete ihm der Vorwurf an, dass er sein Wissen und hierbei vor allem seine genealogischen Familiendaten besonders aus den Unterlagen des Stadtarchivs  missbraucht haben könnte, um Familien auf Grund ihrer gegebenenfalls nicht arischen Abstammung zu denunzieren und damit auch die Anpassung und Eingliederung der Westdeutschen Gesellschaft für Familienforschung an den Volksbund der Sippenkundlichen Vereine (VSV) im Jahre 1935 vorangetrieben zu haben.
Albert Huyskens, mittlerweile auf Grund seines schlechten Gesundheitszustandes ab 1945 offiziell in den Ruhestand versetzt, durchlief ein Entnazifizierungsverfahren durch die Militärbehörden und reichte hierzu Entlastungsschreiben hochangesehener Persönlichkeiten ein. Dieser erste Versuch zur Rehabilitierung scheiterte zwar am 9. Oktober 1946, er legte aber Berufung ein. Das Berufungsgericht stufte ihn nunmehr im Februar 1948 zunächst in die Kategorie IV, Mitläuferstatus ohne Vermögenssperre, ein und im Januar 1950 nach einem Erlass des Sonderbeauftragten für Entnazifizierungsfragen in die Kategorie V, also als entlastete Person. 
Nach dieser vorübergehenden Rehabilitierung Huyskens wurde er von 1948 bis 1955 erneut als Vorsitzender des Aachener Geschichtsvereins wiedergewählt. Auch bei den vielfachen Nachrufen und Würdigungen nach seinem Tod im Jahre 1956, aber auch bei späteren Fachaufsätzen über jene Aachener Zeit wurde seine NS-Tätigkeit weitestgehend ausgeblendet. Im Jahre 1977 beschloss schließlich der Rat der Stadt Aachen, eine Straße nach ihm zu benennen.
Jedoch mit der erneuten Aufarbeitung der Tätigkeiten von ehemaligen RWTH-Angehörigen während ihrer NS-Zeit nach dem Skandal um die Doppelidentität des ehemaligen Rektors Hans Ernst Schneider alias Hans Schwerte wurden ebenfalls Huyskens Denken und Wirken vor allem von den Historikern Stefan Krebs und Werner Tschacher unter Leitung des Professors Armin Heinen anhand von Unterlagen, Aufzeichnungen und Briefen nochmals wissenschaftlich aufgearbeitet. Daraufhin kam man seitens der RWTH zu der heutigen Ansicht, dass Huyskens doch schwerer belastet sei als zuvor angenommen. Dies führte wiederum seitens der Stadt Aachen zu dem Entschluss, die Namensgebung des Huyskensweges wieder rückgängig zu machen.

## Veröffentlichungen (Auswahl)
- Philipp der Großmütige und die Deutschordensballei Hessen. In: Zeitschrift für hessische Geschichte und Landeskunde. Band 38, 1904, S. 99–184.
- Quellenstudien zur Geschichte der hl. Elisabeth, Landgräfin von Thüringen. Verlag Elwert, Marburg 1908.
- Der sog. Libellus de dictis quatuor ancillarum s. Elisabeth confectus. Kempten/München 1911.
- Die Klöster der Landschaft an der Werra: Regesten und Urkunden. Elwert, Marburg 1916.
- Aachener Leben. Im Zeitalter des Barock und Rokoko. Fritz Klopp Verlag, Bonn 1929.
- als Hrsg.: Cäsarius von Heisterbach: Schriften über die heilige Elisabeth von Thüringen. In: Alfons Hilka (Hrsg.): Die Wundergeschichten des Cäsarius von Heisterbach. Band 3 (= Publikationen der Gesellschaft für rheinische Geschichtskunde. Bnd 43), Bonn 1937.
- Die Aachener Krone der Goldenen Bulle, das Symbol des alten deutschen Reiches. In: Deutsches Archiv für Geschichte des Mittelalters. Band 2, 1938.
- Das alte Aachen. Seine Zerstörung und sein Wiederaufbau (= Aachener Beiträge für Baugeschichte und Heimatkunst. Band 3). Aachener Geschichtsvereins, Aachen 1953.